# 小西昭
小西 昭（こにし あきら）は、日本の財務官僚。財務省東海財務局長、国土交通省大臣官房審議官、ANA Cargo顧問、JR貨物監査役、高松市観光大使などを歴任した

## 人物・経歴
大阪府出身。1980年東京大学法学部卒業、大蔵省入省。銀行局総務課配属。1985年7月通商産業省機械情報産業局電子政策課総括係長。1986年7月飯田税務署長。1987年理財局国庫課長補佐。1989年7月国際金融局調査課長補佐。1990年6月EU日本政府代表部一等書記官。1995年7月関東信越国税局課税第1部長。1996年理財局総務課たばこ塩事業室長。1998年公正取引委員会経済取引局取引部取引企画課取引調査室長。2000年関東財務局管財第1部長。預金保険機構総務部審議役を経て、2006年高松国税局長兼税務大学校高松研修所長。2007年神戸税関長、経済産業省中国地方国際物流戦略チーム部会委員。2008年高松市観光大使、日本たばこ産業財務副責任者。2011年名古屋税関長、静岡県地方港湾審議会委員。2012年東海財務局長。同年国土交通省大臣官房審議官（北海道局担当）、内閣官房内閣審議官（内閣官房副長官補付）、内閣官房アイヌ総合政策室長。2014年輸出入・港湾関連情報処理センター専務取締役。2016年財務省大臣官房付、退官、ANA Cargo顧問。2019年日本貨物鉄道監査役、ジェイアールエフ商事監査役。